# Xiyang, Guangdong
Xiyang (kinesiska: 西阳) är en köping i sydöstra Kina. Den ligger i stadsdistriktet Meijiang i staden Meizhou i provinsen Guangdong, omkring 320 kilometer nordost om provinshuvudstaden Guangzhou. Antalet invånare är 28 508. Befolkningen består av 14 510 kvinnor och 13 998 män. Barn under 15 år utgör 14,0 %, vuxna 15-64 år 73 %, och äldre över 65 år 12,0 %.